# Réserve nationale de Marsabit
La réserve nationale de Marsabit est une réserve naturelle d'une superficie de 1554 km2 située à proximité du mont Marsabit, dans le nord du Kenya, près de la ville de Marsabit. Elle est située à 560 km au nord de Nairobi dans le comté de Marsabit dans l'ancienne province orientale. Cette réserve naturelle est remarquée pour sa population de zèbres et son sanctuaire d'oiseaux. Enclavé dans cette réserve se trouve le parc national de Marsabit d'une superficie de 360 km2.

## Flore et faune
L'acteur, scénariste et producteur britannique Michael Palin a décrit le contraste frappant entre les figuiers étrangleurs dans la forêt au sommet des montagnes laissant place aux acacias dans les plaines rocheuses de Shaba sur la route du sud du mont Marsabit. 
Parmi les espèces d'oiseaux qu'abrite la région, on retrouve le touraco à ventre blanc (corythaixoides leucogaster) et le républicain social (philetairus socius), dont l'une des particularités est de construire des nids pouvant accueillir de nombreux individus de cette espèce.